# Coupe d'Afrique du Nord de football 1955-1956
Navigation
Coupe AFN 1954-1955
La Coupe d'Afrique du Nord de football 1955-1956 représente l'édition 1955-1956 de la Coupe d'Afrique du Nord de football. Il s'agit de la 20e et dernière édition de cette compétition, qui ne connaîtra pas son terme, en raison de la finale non jouée. Un évènement entre les deux équipes finalistes est à l'origine de cette finale non disputée.
Elle devait normalement opposé deux clubs d'une même ville soit le Sporting Club de Bel-Abbès et l'Union Sportive Musulmane de Bel-Abbès mais le forfait de celui-ci déclencha une grande vague de protestation dans toute l'Afrique du Nord.

## Tour préliminaire
Maroc

### Deuxième tour
|   | Date       | Club               | Score | Club             | Lieu       |
| - | ---------- | ------------------ | ----- | ---------------- | ---------- |
| 1 | 2/11/1955  | ASF Tanger         | 3-2   | FC Energie Oujda | Tanger     |
| 2 |            | Olympique Ouezzane | 3-1   | Racing AC        | Ouezzane   |
| 3 |            | MAS de Fès         | 2-0   | US Fès           | Fès        |
| 4 |            | AS Rabat           | 1-0   | Olympique MR     | Rabat      |
| 5 |            | Maghreb FR         | 2-0   | Rajah CA         | Casablanca |
| 6 |            | ASPTT Casablanca   | 2-1   | Fédala SC        | Mohammédia |
| 7 | 20/11/1955 | Étoile SMC         | 1-2   | Idéal CM         | Casablanca |

### Troisième tour
|    | Date       | Club               | Score | Club              | Lieu       |
| -- | ---------- | ------------------ | ----- | ----------------- | ---------- |
| 1  | 20/11/1955 | CS Marocain        | 3-2   | US Petitjean      | Petitjean  |
| 2  |            | Wydad AC           | 2-1   | SCC Roches Noires | Casablanca |
| 3  |            | US Safi            | 2-1   | ASPTT Casablanca  | Safi       |
| 4  |            | ASF Tanger         | 3-1   | MC Oujda          | Oujda      |
| 5  |            | Olympique Ouezzane | 3-1   | FUS de Rabat      | Ouezzane   |
| 6  |            | SC Mazagan         | *1-1  | SA Marrakech      | Mazagan    |
| 7  |            | AS Salé            | 3-2   | KAC Marrakech     | Salé       |
| 8  |            | US Marocaine       | 2-1   | AS Rabat          | Casablanca |
| 9  |            | US Athlétique      | 1-0   | Maghreb FR        | Rabat      |
| 10 |            | CA Marocain        | 3-2   | AS Marrakech      | Marrakech  |
| 11 | 2?/11/1955 | MAS de Fès         | *1-1  | USD Meknès        | Fès        |

### Quatrième tour
|   | Date | Club               | Score | Club | Lieu |
| - | ---- | ------------------ | ----- | ---- | ---- |
| 1 |      | Racing AC          | -     | ...  |      |
| 2 |      | Wydad AC           | -     | ...  |      |
| 3 |      | Olympique Ouezzane | -     | ...  |      |
| 4 |      | ASF Tanger         | -     | ...  |      |
| 5 |      | US Marocaine       | -     | ...  |      |
| 6 |      | USD Meknès         | -     | ...  |      |

Tunisie

### Premier tour
|    | Date | Club | Score | Club | Lieu |
| -- | ---- | ---- | ----- | ---- | ---- |
| 1  |      | ...  | -     | ...  |      |
| 2  |      | ...  | -     | ...  |      |
| 3  |      | ...  | -     | ...  |      |
| 4  |      | ...  | -     | ...  |      |
| 5  |      | ...  | -     | ...  |      |
| 6  |      | ...  | -     | ...  |      |
| 7  |      | ...  | -     | ...  |      |
| 8  |      | ...  | -     | ...  |      |
| 9  |      | ...  | -     | ...  |      |
| 10 |      | ...  | -     | ...  |      |
| 11 |      | ...  | -     | ...  |      |
| 12 |      | ...  | -     | ...  |      |
| 13 |      | ...  | -     | ...  |      |
| 14 |      | ...  | -     | ...  |      |
| 15 |      | ...  | -     | ...  |      |
| 16 |      | ...  | -     | ...  |      |

### Deuxième tour
|    | Date | Club | Score | Club | Lieu |
| -- | ---- | ---- | ----- | ---- | ---- |
| 1  |      | ...  | -     | ...  |      |
| 2  |      | ...  | -     | ...  |      |
| 3  |      | ...  | -     | ...  |      |
| 4  |      | ...  | -     | ...  |      |
| 5  |      | ...  | -     | ...  |      |
| 6  |      | ...  | -     | ...  |      |
| 7  |      | ...  | -     | ...  |      |
| 8  |      | ...  | -     | ...  |      |
| 9  |      | ...  | -     | ...  |      |
| 10 |      | ...  | -     | ...  |      |
| 11 |      | ...  | -     | ...  |      |
| 12 |      | ...  | -     | ...  |      |

### Troisième tour
|   | Date | Club           | Score | Club | Lieu |
| - | ---- | -------------- | ----- | ---- | ---- |
| 1 |      | ES Radès       | -     | ...  |      |
| 2 |      | CS Hammam Lif  | -     | ...  |      |
| 3 |      | Sfax RS        | -     | ...  |      |
| 4 |      | CA Bizertin    | -     | ...  |      |
| 5 |      | Stade Tunisien | -     | ...  |      |
| 6 |      | Club Africain  | -     | ...  |      |
| 7 |      | ES Sahel       | -     | ...  |      |

Département d'Alger

### Premier tour
|    | Date | Club | Score | Club | Lieu |
| -- | ---- | ---- | ----- | ---- | ---- |
| 1  |      | ...  | -     | ...  |      |
| 2  |      | ...  | -     | ...  |      |
| 3  |      | ...  | -     | ...  |      |
| 4  |      | ...  | -     | ...  |      |
| 5  |      | ...  | -     | ...  |      |
| 6  |      | ...  | -     | ...  |      |
| 7  |      | ...  | -     | ...  |      |
| 8  |      | ...  | -     | ...  |      |
| 9  |      | ...  | -     | ...  |      |
| 10 |      | ...  | -     | ...  |      |
| 11 |      | ...  | -     | ...  |      |
| 12 |      | ...  | -     | ...  |      |
| 13 |      | ...  | -     | ...  |      |
| 14 |      | ...  | -     | ...  |      |
| 15 |      | ...  | -     | ...  |      |
| 16 |      | ...  | -     | ...  |      |

### Avant dernier Tour
Avant-dernier tour éliminatoire départemental qualificatif pour la coupe d'Afrique du Nord.
- H: Division d'Honneur
- PH: Division Pré-Honneur
- D1: 1er Division

|    | Date       | Club                         | Score       | Club                  | Lieu |
| -- | ---------- | ---------------------------- | ----------- | --------------------- | ---- |
| 1  | 06/11/1955 | AS Saint-Eugène (H)          | 2 - 0       | NA Hussein Dey (PH)   |      |
| 2  | 06/11/1955 | AS Boufarik (H)              | 5 - 2       | RC Arba (D1)          |      |
| 3  | 06/11/1955 | JS El Biar (PH)              | 2 - 1       | MC Alger (H)          |      |
| 4  | 06/11/1955 | USM Blida (H)                | 3 - 1       | USM Marengo (PH)      |      |
| 5  | 06/11/1955 | GS Orléansville (H)          | 5 - 0       | JS Kabylie (PH)       |      |
| 6  | 06/11/1955 | RC Kouba (PH)                | 1 - 0       | Stade Guyotville (H)  |      |
| 7  | 06/11/1955 | RC Maison Carré (PH)         | 4 - 1       | FC Blida (H)          |      |
| 8  | 06/11/1955 | ES Musulmane Algérois (D1)   | 2 - 0       | Red Star (H)          |      |
| 9  | 06/11/1955 | US Ouest Mitidja (D1)        | 5 - 2       | Olympique Marengo (H) |      |
| 10 | 06/11/1955 | Olympique d'Hussein-Dey (PH) | 1 - 0       | WR Belcourt (PH)      |      |
| 11 | 06/11/1955 | SCU El Biar (H)              | 2 - 0       | US Fort de l'eau (D1) |      |
| 12 | 06/11/1955 | SC Algérois (D1)             | 2 - 1 (a.p) | RU Alger (H)          |      |

### Dérnier tour
Dernier tour éliminatoire départemental qualificatif pour la coupe d'Afrique du Nord.
- H: Division d'Honneur
- PH: Division Pré-Honneur
- D1: 1er Division

|   | Date       | Club                 | Score       | Club                         | Lieu |
| - | ---------- | -------------------- | ----------- | ---------------------------- | ---- |
| 1 | 04/12/1955 | AS Saint-Eugène (DH) | 2 - 0       | SC Algérois (D1)             |      |
| 2 | 04/12/1955 | AS Boufarik (DH)     | 2 - 0 (a.p) | SCU El Biar (DH)             |      |
| 3 | 04/12/1955 | JS El Biar (PH)      | 1 - 0       | Olympique d'Hussein-Dey (PH) |      |
| 4 | 04/12/1955 | USM Blida (DH)       | 2 - 1 (a.p) | US Ouest Mitidja (D1)        |      |
| 5 | 04/12/1955 | GS Orléansville (DH) | 2 - 0       | ES Musulmane Algérois (D1)   |      |
| 6 | 04/12/1955 | RC Kouba (PH)        | 1 - 0       | RC Maison Carré (PH)         |      |

Oranie

### Premier tour
Le match joué le Dimanche 4 septembre 1955 
|    | Date | Club                       | Score       | Club               | Lieu         |
| -- | ---- | -------------------------- | ----------- | ------------------ | ------------ |
| 1  |      | Réveil Sportif Oranais     | 4 - 3       | ES Tlemcen         | Oran         |
| 2  |      | FC Thiers                  | 1 - 0       | Rail Club Oran     | Oran         |
| 3  |      | Mercier-Lacombe Sportive   | 1 - 0       | JS Marine d'Oran   | Oran         |
| 4  |      | ES El Ançer                | 3 - 0       | RC Miramar         | Oran         |
| 5  |      | Saint-Cloudienne           | 2 - 0       | AS Montgolfier     | Saint-Cloud  |
| 6  |      | SC Lourmel                 | 6 - 2       | US Perrégaux       | Perrégaux    |
| 7  |      | Marine Sportive Mostaganem | 2 - 1       | USM Trézel         | Mostaganem   |
| 8  |      | JS Ain El Turck            | par forfait | SSEP Maghnia       | Ain El Turck |
| 9  |      | CO Boulanger               | -           | Sidi Chami Sportif |              |
| 10 |      | GC Ain Tédeles             | -           | US Arzew           |              |

### Deuxième tour
Le match joué le Dimanche 18 septembre 1955 
|   | Date | Club                     | Score | Club                      | Lieu               |
| - | ---- | ------------------------ | ----- | ------------------------- | ------------------ |
| 1 |      | AS Eckmühl               | 3 - 1 | OC Bousquet (MCB Hadjadj) | Bousquet (Hadjadj) |
| 2 |      | FC Chollet               | 3 - 2 | MS Mostaganem             | Oran               |
| 3 |      | SC Choupot               | 2 - 1 | CO Boulanger              | Oran               |
| 4 |      | Mercier-Lacombe Sportive | 1 - 0 | JS Ain El Turck           | Mercier-Lacombe    |
| 5 |      | Saint-Cloudienne         | 2 - 1 | SC Lourmel                | Lourmel            |
| 6 |      | GC Ain Tédeles           | 1 - 0 | CO Sénia                  | Ain Tédeles        |
| 7 |      | ES El Ançer              | 2 - 0 | WA Mostaganem             | Mostaganem         |
| 8 |      | FC Thiers                | 2 - 0 | Réveil Sportif Oranais    | Bel Abbès          |

### Troisième tour
Le match joué le Dimanche 2 octobre 1955 
|    | Date | Club                 | Score                    | Club                     | Lieu                        |
| -- | ---- | -------------------- | ------------------------ | ------------------------ | --------------------------- |
| 1  |      | AS Eckmühl           | 2 - 0                    | USFA Tlemcen             | Stade Beta / Oran           |
| 2  |      | GC Saïda             | 3 - 1 a.p                | CAL Oran                 | Stade CALO / Oran           |
| 3  |      | SC Choupot           | 2 - 1                    | Saint-Cloudienne         | Stade Anton - Choupot/ Oran |
| 4  |      | FC Chollet           | 4 - 3                    | FC Thiers                | Stade Anton - Choupot/ Oran |
| 5  |      | AS Musulman          | 2 - 1                    | OM Arzew                 | Stade Anton - Choupot/ Oran |
| 6  |      | GC Ain Tédeles       | 1 - 1 partie non terminé | MC Saïda                 | Ain Tédeles                 |
| 7  |      | MC Oran              | 1 - 0 a.p                | AGS Mascara              | Mascara                     |
| 8  |      | GC Mascara           | par forfait              | SO Salado                | Mascara                     |
| 9  |      | US Hammam Bou Hadjar | 6 - 0                    | ES El Ançer              | Hammam Bou Hadjar           |
| 10 |      | JSM Tiaret           | 1 - 0                    | JSM Tlemcen              | Tlemcen                     |
| 11 |      | CC Sig               | 1 - 0                    | Mercier-Lacombe Sportive | Mercier-Lacombe             |
| 12 |      | ES Mostaganem        | 3 - 1                    | SA Palikao               | Mostaganem                  |
| 13 |      | RJFM Relizane        | 2 - 1                    | US Laferrière            | Laferrière                  |

### Quatrième tour
Le match joué le Dimanche 13 novembre 1955 
|    | Date | Club             | Score     | Club                 | Lieu                 |
| -- | ---- | ---------------- | --------- | -------------------- | -------------------- |
| 1  |      | ES Mostaganem    | 4 - 0     | SC Choupot           | stade Choupot / Oran |
| 2  |      | AS Marine d'Oran | 3 - 0     | FC Chollet           | stade Choupot / Oran |
| 3  |      | Perrégaux GS     | 5 - 2     | AS Eckmühl           | Stade Beta / Oran    |
| 4  |      | USM Oran         | 2 - 0     | CC Sig               | Oran                 |
| 5  |      | la Marsa         | 2 - 0     | AS Musulman          | stade Choupot / Oran |
| 6  |      | RJFM Relizane    | 1 - 0     | FC Oran              | Relizane             |
| 7  |      | USM Bel Abbès    | 4 - 1     | US Hammam Bou Hadjar | Hammam Bou Hadjar    |
| 8  |      | MC Saïda         | 1 - 0     | GC Oran              | Saïda                |
| 9  |      | CDJ Oran         | -         | GC Saïda             | Saïda                |
| 10 |      | GC Mascara       | 4 - 3 a.p | IS Mostaganem        | Mostaganem           |
| 11 |      | JSM Tiaret       | 3 - 1     | JS Saint-Eugène      | Tiaret               |
| 12 |      | USSC Témouchent  | 2 - 1 a.p | MC Oran              | Ain Témouchent       |

### Cinquième tour
Le match joué le Dimanche 8 janvier 1956 
|                 | Date | Club            | Score     | Club             | Lieu      |
| --------------- | ---- | --------------- | --------- | ---------------- | --------- |
| 1               |      | USSC Témouchent | 3 - 1     | JSM Tiaret       | Oran      |
| 2               |      | GC Mascara      | 3 - 2 a.p | AS Marine d'Oran | Mascara   |
| 3               |      | Perrégaux GS    | 2 - 1     | USM Oran         | Perrégaux |
| 4               |      | USM Bel-Abbès   | 2 - 1 a.p | ES Mostaganem    | Bel-Abbès |
| 5               |      | CDJ Oran        | 3 - 1     | MC Saïda         | Saïda     |
| 6               |      | RC Relizane     | 3 - 3 a.p | La Marsa         | Relizane  |
| Match rejoué le |      |                 |           |                  |           |
| -               |      | La Marsa        | -         | RC Relizane      |           |

Constantine

### Premier tour
|    | Date | Club | Score | Club | Lieu |
| -- | ---- | ---- | ----- | ---- | ---- |
| 1  |      | ...  | -     | ...  |      |
| 2  |      | ...  | -     | ...  |      |
| 3  |      | ...  | -     | ...  |      |
| 4  |      | ...  | -     | ...  |      |
| 5  |      | ...  | -     | ...  |      |
| 6  |      | ...  | -     | ...  |      |
| 7  |      | ...  | -     | ...  |      |
| 8  |      | ...  | -     | ...  |      |
| 9  |      | ...  | -     | ...  |      |
| 10 |      | ...  | -     | ...  |      |
| 11 |      | ...  | -     | ...  |      |
| 12 |      | ...  | -     | ...  |      |
| 13 |      | ...  | -     | ...  |      |
| 14 |      | ...  | -     | ...  |      |
| 15 |      | ...  | -     | ...  |      |
| 16 |      | ...  | -     | ...  |      |

### Deuxième tour
|    | Date | Club | Score | Club | Lieu |
| -- | ---- | ---- | ----- | ---- | ---- |
| 1  |      | ...  | -     | ...  |      |
| 2  |      | ...  | -     | ...  |      |
| 3  |      | ...  | -     | ...  |      |
| 4  |      | ...  | -     | ...  |      |
| 5  |      | ...  | -     | ...  |      |
| 6  |      | ...  | -     | ...  |      |
| 7  |      | ...  | -     | ...  |      |
| 8  |      | ...  | -     | ...  |      |
| 9  |      | ...  | -     | ...  |      |
| 10 |      | ...  | -     | ...  |      |
| 11 |      | ...  | -     | ...  |      |
| 12 |      | ...  | -     | ...  |      |

### Troisième tour
|   | Date | Club       | Score | Club | Lieu |
| - | ---- | ---------- | ----- | ---- | ---- |
| 1 |      | AS Batna   | -     | ...  |      |
| 2 |      | USM Bône   | -     | ...  |      |
| 3 |      | SS Sétif   | -     | ...  |      |
| 4 |      | JBAC Bône  | -     | ...  |      |
| 5 |      | USFM Sétif | -     | ...  |      |
| 6 |      | AS Bône    | -     | ...  |      |

## Parcours des finalistes

### Seizième de finale
- Résultats du seizième de finale de la Coupe d'Afrique du Nord 1955-1956:

|    | Date     | Club               | Score | Club            | Lieu  |
| -- | -------- | ------------------ | ----- | --------------- | ----- |
| 1  |          | AS Saint-Eugène    | 2 - 0 | ES Radès        |       |
| 2  |          | Club Africain      | 1 - 0 | AS Boufarik     |       |
| 3  |          | JS El Biar         | 1 - 0 | Racing AC       |       |
| 4  | 21/01/56 | GC Mascara         | 4 - 1 | USM Blida       |       |
| 5  |          | GS Alger           | 2 - 1 | Wydad AC        | Alger |
| 6  |          | USSC Témouchent    | 4 - 2 | Stade Tunisien  |       |
| 7  |          | CA Bizertin        | 1 - 3 | GS Orléansville |       |
| 8  |          | SC Bel-Abbès       | 3 - 1 | AS Batna        |       |
| 9  |          | Olympique Ouezzane | 1 - 0 | RC Kouba        |       |
| 10 |          | Perrégaux GS       | 2 - 1 | JBAC Bône       |       |
| 11 |          | La Marsa           | 1 - 0 | USM Bône        |       |
| 12 |          | US Meknès          | 3 - 1 | AS Bône         |       |
| 13 |          | USM Bel-Abbès      | 1 - 0 | US Marocain     |       |
| 14 |          | CS Hammam Lif      | 4 - 1 | USFM Sétif      |       |
| 15 |          | ASF Tanger         | 3 - 1 | SS Sétif        |       |
| 16 |          | CDJ Oran           | 6 - 2 | Sfax RS         |       |

### Huitièmes de finale
- Résultats des huitièmes de finale de la Coupe d'Afrique du Nord 1955-1956:

|                 | Date | Club               | Score             | Club            | Lieu |
| --------------- | ---- | ------------------ | ----------------- | --------------- | ---- |
| 1               |      | GS Orléansville    | 3 - 0             | Perrégaux GS    |      |
| 2               |      | USM Bel-Abbès      | 2 - 0             | AS Saint-Eugène |      |
| 3               |      | GS Alger           | 2 - 1             | GC Mascara      |      |
| 4               |      | SC Bel-Abbès       | 2 - 1             | US Meknès       |      |
| 5               |      | Olympique Ouezzane | 2 - 1             | CDJ Oran        |      |
| 6               |      | Club Africain      | 2 - 2             | La Marsa        |      |
| 7               |      | JS El Biar         | 2 - 0             | CS Hammam Lif   |      |
| 8               |      | USSC Témouchent    | Forfait de l'ASFT | ASF Tanger      |      |
| Match rejoué le |      |                    |                   |                 |      |
| 6               |      | Club Africain      | 3 - 2             | La Marsa        |      |

### Quarts de finale
- Résultats des quarts de finale de la Coupe d'Afrique du Nord 1955-1956[8]:

|   | Date         | Club               | Score       | Club            | Buts                          | Lieu                  |
| - | ------------ | ------------------ | ----------- | --------------- | ----------------------------- | --------------------- |
| 1 | 18 mars 1956 | GS Orléansville    | 0 - 1       | USSC Témouchent | Cossu 60e                     | Alger                 |
| 2 | 18 mars 1956 | USM Bel-Abbès      | 2 - 1 a. p. | GS Alger        | Benbarek 57e 100e / Deléo 80e | Stade Monréal, (Oran) |
| 3 | 18 mars 1956 | Olympique Ouezzane | 1 - 4       | SC Bel-Abbès    |                               | Casablanca            |
| 4 | 18 mars 1956 | Club Africain      | 2 - 0       | JS El Biar      | Fellah 25e, Kebaili 42e       | Tunis                 |

### Demi-finales
- Résultats des demi-finales de la Coupe d'Afrique du Nord 1955-1956[9]:

|   | Date       | Club          | Score     | Club            | Buts                 | Lieu          |
| - | ---------- | ------------- | --------- | --------------- | -------------------- | ------------- |
| 1 | 08/04/1956 | USM Bel-Abbès | 1 - 0 a.p | USSC Témouchent | Bendimerad 93e       | Stade Monréal |
| 2 | 08/04/1956 | SC Bel-Abbès  | 2 - 0     | Club Africain   | Gros 40e, Lepage 70e | Stade Monréal |

### Finale
- Résultat de la finale de la Coupe d'Afrique du Nord 1955-1956:

|   | Date        | Club          | Score     | Club         | Lieu |
| - | ----------- | ------------- | --------- | ------------ | ---- |
| 1 | 13 mai 1956 | USM Bel-Abbès | Non Jouée | SC Bel-Abbès |      |

La finale de cette édition de la Coupe d'Afrique du Nord ne sera pas jouée car un évènement majeur va se produire en fin de saison sportive.